# Arthur Henry Hardinge
Sir Arthur Henry Hardinge (12. října 1859 Londýn – 27. prosince 1933 Richmond-upon-Thames, Anglie) byl britský diplomat. Ve službách ministerstva zahraničí působil od roku 1880 a zastával řadu funkcí na diplomatických zastoupeních v Evropě i v zámoří, uplatnil se také ve správě britské koloniální říše. V roce 1897 byl povýšen do šlechtického stavu, svou kariéru završil jako velvyslanec ve Španělsku (1913–1919).

## Životopis

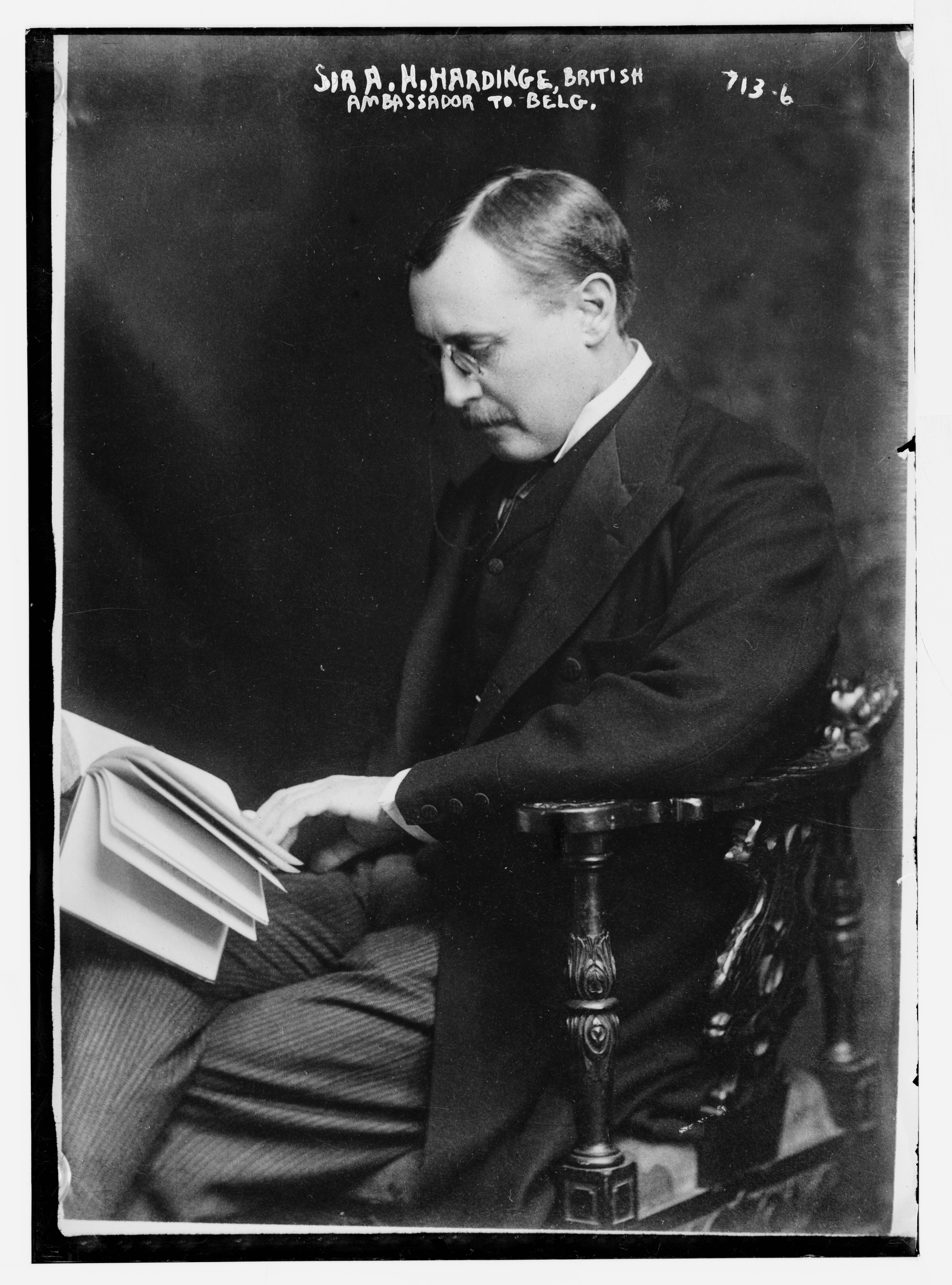
Sir Arthur Hardinge jako vyslanec v Belgii (1909, sbírky Kongresové knihovny USA)

Pocházel z vlivné rodiny Hardinge, jejíž členové zastávali v 19. a 20. století vysoké funkce v různých sférách veřejného života. Byl vnukem polního maršála 1. vikomta Hardinge, narodil se jako jediný syn generála Sira Arthura Edwarda Hardinge (1828–1892), guvernéra na Gibraltaru. Po střední škole Eton College absolvoval s vynikajicími výsledky studia na univerzitě v Oxfordu, mimo jiné výborně ovládal francouzštinu a španělštinu, tyto jazykové schopnosti pak zúročil během své diplomatické kariéry. V letech 1870–1876 byl pážetem královny Viktorie, do služeb ministerstva zahraničí vstoupil v roce 1880. Na nižších postech začínal v Madridu, Istanbulu, Bukurešti a Petrohradě, v letech 1890–1891 doprovázel careviče Mikuláše na jeho cestě po Indii. V roce 1891 byl krátce úřadujícím generálním konzulem v Káhiře, v letech 1894–1900 zastával funkci generálního konzula v Zanzibaru. Mimo jiné patřil k významným konzultantům trojnásobného premiéra a dlouholetého ministra zahraničí markýze ze Salisbury.
V letech 1900–1906 působil v Teheránu, nejprve jako generální konzul, později jako zplnomocněný ministr a vyslanec. V Persii se snažil eliminovat vliv Ruska, v roce 1902 organizoval návštěvu perského šáha Muzzafaruddína v Londýně. V roce 1906 byl Hardinge přeložen do Bruselu, kde byl vyslancem do roku 1911. Poté byl vyslancem v Lisabonu (1911–1913) a nakonec v letech 1913–1919 zastával funkci velvyslance ve Španělsku, které bylo za první světové války neutrální zemí. Jako velvyslanec byl v roce 1906 zároveň jmenován členem Tajné rady.
Za zásluhy získal v roce 1894 Řád lázně a jako nositel rytířského kříže Řádu sv. Michala a sv. Jiří byl povýšen do šlechtického stavu s nárokem na titul Sir (1897). Později se stal nositelem rytířského kříže Řádu lázně (1904) a velkokříže Řádu sv. Michala a sv. Jiří (1910). Ve Španělsku obdržel Řád Karla III.
Uplatnil se také jako spisovatel, kromě dvou vzpomínkových knih autobiografického charakteru napsal životopis Life of Lord Carnarvon (1925).
V roce 1899 se oženil s Alexandrou Ellis (1870–1949), dcerou generálmajora Sira Arthura Ellise. Z jejich manželství se narodili tři synové, všichni zemřeli v mládí (Henry, 1903–1925; Edward, 1905–1906; George, 1912–1927).
Jeho bratranec Charles Hardinge, 1. baron Hardinge (1858–1944) byl také významným diplomatem a mimo jiné zastával funkci místokrále v Indii.